# Li Xuerui
Li Xuerui (chiń. 李雪芮,ur. 24 stycznia 1991 w Chongqing) – chińska badmintonistka, mistrzyni olimpijska z Londynu.
Startuje od 2007, w 2008 wygrała Mistrzostwa Azji Juniorów pokonując w finale Wang Shixian. Dwukrotnie (w 2010 i 2012) wygrywała Mistrzostwa Azji. W 2012 triumfowała między innymi w All England Open oraz wygrała z reprezentacją Chin Uber Cup. Została wybrana do składu olimpijskiego Chin, mimo że Wang Shixian zajmowała wyższą pozycję w rankingu. W finale na Igrzyskach pokonała Wang Yihan 21-15, 21-23, 21-17. Te sukcesy pozwoliły jej awansować w sierpniu 2012 na drugie miejsce w rankingu BWF.